# Henry Spira
Henry Spira (* 19. Juni 1927 in Antwerpen, Belgien; † 12. September 1998 in New York) war ein belgisch-amerikanischer Tierrechtsaktivist.

## Leben

### Die Anfänge
Henry Spira wuchs als erstes Kind einer jüdischen Familie mit seiner fünf Jahre jüngeren Schwester Renée im belgischen Antwerpen auf. Während sein Vater Maurice 1937 nach Mittelamerika auswanderte, um seine Familie später nachzuholen, zog seine Mutter Margit mit Henry und seiner Schwester nach Hamburg. Kurz nach der „Reichskristallnacht“ im November 1938 folgten sie dem Vater nach Panama. 1940 siedelte die Familie nach New York über. 1941 wurde seine zweite Schwester Susan geboren.
1944 wurde Henry Spira Mitglied der Socialist Workers Party (SWP), für die er mit einem Freund Veranstaltungen organisierte und Mitglieder anwarb. Ein Jahr später heuerte er bei der US-amerikanischen Handelsmarine an, wo er sich in der Gewerkschaft engagierte. Zwischendurch ging er mehrmals an Land und beendete an der Washington Irving Evening High School seine Schulausbildung. Er begann ein geisteswissenschaftliches Studium am Brooklyn College und verdiente sich mit verschiedenen Jobs seinen Lebensunterhalt, unter anderem bei General Motors. Nach dem Abschluss seines Studiums 1958 verließ er die Marine und bezog eine Wohnung in New York. Am Bellevue Hospital arbeitete er als Assistent in einem Forschungsprojekt für frühgeborene Kinder und wechselte dann auf eine Stelle im New Yorker Sozialamt. Danach fuhr er wieder zur See.
Gleichzeitig intensivierte Spira seine Arbeit für die SWP, zu der er immer die Verbindung aufrechterhalten hatte. Er schrieb für deren Wochenzeitung The Militant und für die Zeitung des Komitees für NMU-Demokratie, New York Call, die er auch herausgab. Besonders bemühte er sich, die Gewerkschaftsbewegung in die Kämpfe gegen die Rassentrennung einzubinden. Da das FBI Rassisten bei der Verweigerung von Rechten für People of Color unterstützt hatte, sammelte er monatelang Material für eine zwölfteilige kritische Serie über das FBI. Der erste Teil erschien am 8. Dezember 1958 in The Militant unter dem Titel: J. Edgar Hoover, der Chef der Gedankenpolizei. Vieles von Spiras recherchiertem Material wurde von der New York Post aufgegriffen. Die Folge war, dass das FBI Henry Spira überwachte und ein umfangreiches Dossier über ihn anlegte. Auch zur US-amerikanischen Außenpolitik gegenüber Kuba verfasste Spira kritische Artikel.
Ab 1965 arbeitete Spira auf dem Lazarettschiff Hope, das im Hafen von Conakry, der Hauptstadt von Guinea, vor Anker lag. Dort lernte er amerikanische und europäische Lehrer kennen, ließ sich von ihrer Kultur und Lebensweise inspirieren und beschloss, ebenfalls Lehrer zu werden. Da in New York 1966 Lehrermangel herrschte, musste er seinen Studienabschluss lediglich um einen Intensivkurs erweitern. An der Haaren High School, einer öffentlichen Schule in Manhattan, lehrte Henry Spira Englisch und Literatur.

### Tierbefreiung
„Ich sagte mir, die Befreiung der Tiere sei die logische Erweiterung dessen, worum es mir im Leben stets ging – mich auf die Seite der Machtlosen und Verwundbaren zu stellen, der Opfer, auf denen herumgetrampelt wird.“

1973 las Henry Spira in der Zeitung The Guardian den Artikel Befreiung der Tiere, in dem der Journalist Irwin Silber das Buch Animals, Men and Morals von Peter Singer besprach, das 1971 in England erschienen war. Spira war fasziniert von dem Thema und meldete sich 1974 zu einem sechsteiligen Abendkurs der New York University an, den Singer leitete. Die beiden freundeten sich im Laufe des Kurses an. Dies war der Auftakt zur 25 Jahre währenden Tierrechtsaktivität von Henry Spira, die auf seiner Erfahrung mit Menschenrechtskampagnen aufbaute – deren traditionelle Kampfstrategien sich in der Bürgerrechtsbewegung, der Gewerkschaftsbewegung und der Frauenbewegung als wirksam erwiesen hatten. Indem er sich auf ein klar abgegrenztes Ziel konzentrierte, das ihm erreichbar schien, erzielte er Erfolge gegen die Intensivtierhaltung, aber besonders gegen Tierversuche, die zum Teil Gesetzesänderungen nach sich zogen und Maßstäbe in der Tierrechtsbewegung setzten.
Bei der Vorbereitung auf seine erste Kampagne stellte Spira fest, dass die über 100 Jahre währende Anti-Tierversuchsbewegung in den USA, England und anderen europäischen Ländern unterm Strich nichts bewirkt hatte: „Mir erschien es völlig sinnlos, ein Blatt herauszugeben, den Leuten etwas von Grausamkeiten zu erzählen und sie um Geld zu bitten, damit wir ihnen nächsten Monat über noch mehr Grausamkeiten berichten können. In der Zwischenzeit nehmen die Grausamkeiten weiter zu, die Kassenbestände der Antivivisektionsvereine nehmen zu, und kein einziges Tier hat etwas davon.“ Er nahm zur Kenntnis, dass trotz aller Bemühungen der Tierversuchsgegner die Zahl der in den USA verwendeten Labortiere von ein paar Tausend auf mehr als 70 Millionen jährlich angestiegen war.

#### American Museum of Natural History
„Wenn sich dieses Museum durch irgendetwas ausgezeichnet hat, dann durch seine Freiheit, alles zu untersuchen, was es möchte, ohne Rücksicht auf einen vorzeigbaren praktischen Wert. Und diese Freiheit wollen wir aufrechterhalten.“

Die seit 1962 vom American Museum of Natural History praktizierten Tierversuche hielt Henry Spira für angreifbar, weil sie a) in einer kulturellen Einrichtung mit täglich Hunderten Besuchern durchgeführt wurden, b) jährlich an etwa 70 Katzen vorgenommen wurden, c) vom Steuerzahler finanziert wurden, d) nicht unmittelbar der Erforschung menschlicher Krankheiten dienten und e) nach seiner Auffassung mit Leid verbunden waren: Den Katzen wurde der Geruchssinn zerstört, ihnen wurden Nerven in den Geschlechtsorganen durchtrennt und Teile des Gehirns entfernt, um dann ihre Sexualleistung zu messen – z. B. bei der Paarung mit weiblichen Kaninchen. Spira und sein Assistent, der naturwissenschaftlich orientierte Psychiater Leonard Rack, der ihm das biomedizinische Hintergrundwissen lieferte, gingen davon aus, dass die Versuchsleiter der Öffentlichkeit nur schwer vermitteln könnten, warum ihre Experimente für die Allgemeinheit von großem Wert seien. Spira beschloss, dass die Kampagne sich nicht um die Abschaffung von Tierversuchen drehen sollte, sondern um die Frage: „Wie viel Schmerz für wie viel Nutzen?“
Im Juni 1976 startete Spira die Kampagne mit einem Brief an das Museum, der unbeantwortet blieb. Anrufe beim Museum und seine Bemühungen, die New York Times für die Versuche zu interessieren, führten nicht weiter. Genauso wenig der Versuch, mit dem leitenden Forscher Lester Aronson ins Gespräch zu kommen, da dieser sich weigerte, mit einem Laien über seine Experimente zu sprechen. Erst der Kontakt zu den Moderatoren einer New Yorker Radioshow, die die Experimente in ihrer Sendung schilderten, brachte die Kampagne ins Rollen: Das Museum erhielt 400 Protestbriefe. Dem Bericht eines Lokalblattes folgte eine Demonstration vor dem Museum, die von da an 18 Monate lang an jedem Wochenende stattfand. Es gab verschiedene Aktionen, so wurden z. B. Unterschriftensammlungen an der Fassade des Museums angebracht. Als Demonstranten die Festnahme angedroht wurde, weil sie Protestplakate ins Museum getragen hatten, ließen sie ihre Proteste auf T-Shirts drucken und gingen damit ins Museum. Es wurde eine gezielte Kampagne gegen den Kuratoriumsvorsitzenden des Museums durchgeführt.
Spira schrieb die Gönner des Museums an – darunter die Stadt und den Staat New York, öffentliche Stiftungen, große Firmen und vermögende Einzelpersonen – und forderte sie auf, das Museum nicht mehr zu unterstützen, bis die Experimente eingestellt werden. Einige von ihnen setzten ihrerseits das Museum unter Druck, das mittlerweile Tausende Protestbriefe erhalten hatte. Zeitungsanzeigen wurden veröffentlicht, die Katzen in stereotaktischen Apparaturen zeigten. Innerhalb von fünf Wochen traten 350 Mitglieder aus dem Museumsverein aus. Die Herausgeber des Reisemagazins Discover America, das bisher über die Ausstellungen des Museums berichtet hatte, kündigten an, das Museum nicht mehr zu erwähnen, solange die Experimente liefen.
Trotz des zunehmenden öffentlichen Drucks war das Museum nicht bereit, auf die Tierexperimente zu verzichten. Man war sich bewusst, dass die Antivivisektionisten in den vergangenen 100 Jahren keinen einzigen Versuch verhindert hatten. Die Forscher hielten sie für „unwissende wissenschaftsfeindliche Fanatiker, die gewöhnlich von merkwürdigen religiösen oder mystischen Vorstellungen geleitet seien; es gab also keinen Grund, sie anzuhören oder ihnen sogar nachzugeben“.
Den Durchbruch für die Tierversuchsgegner leitete der Kongressabgeordnete und spätere New Yorker Bürgermeister Ed Koch ein: Er erhielt viele Briefe zu den Katzenexperimenten und beschloss, sich vor Ort ein Bild zu machen. Er ließ sich die Versuche im Beisein von Medienvertretern erklären und brachte die Wissenschaftler in Verlegenheit: „Wenn Sie einen gestörten Kater mit Gehirnläsionen nehmen und in einen Raum setzen und feststellen, dass er ein Kaninchen statt einer Katze besteigt, was haben Sie davon?“ – „Wie findet das Kaninchen das alles?“ Als Koch wissen wollte, was das den Staat gekostet hat, war die Antwort: „435.000 Dollar.“ Nachdem er dem Abgeordnetenhaus Bericht erstattet hatte, schrieben 120 Abgeordnete die National Institutes of Health (NIH) an, um die Experimente überprüfen zu lassen. Dort stapelten sich bereits Beschwerden über die Versuche. Im Oktober 1976 erschien im Wissenschaftsmagazin Science ein Bericht, in dem der Autor u. a. feststellte, dass von den 21 Aufsätzen, die Aronson und seine Kollegen seit 1962 über ihre Studien veröffentlicht hatten, 14 niemals zitiert worden waren. Nun berichteten auch die einflussreichsten Medien vermehrt über den Protest bzw. das neue Phänomen der Tierrechte: New York Times, Chicago Tribune, Christian Science Monitor, Newsweek, NBC.
Dennoch gingen die Experimente – wie auch die wöchentlichen Demonstrationen vor dem Museum – im Winter 1976/77 und im darauffolgenden Frühjahr weiter. Nach einer Kampagne, die sich gegen den leitenden Forscher Lester Aronson richtete, und einer ganzseitigen Anzeige der Tierversuchsgegner in der New York Times im Mai 1977 gaben Museum und NIH bekannt, dass die Tierversuchsreihe Ende August 1977 eingestellt und keine Fortsetzung ihrer Finanzierung beantragt werde. Der Direktor des Museums kündigte an, dass das Museum künftig mehr Gewicht auf die Erkundung natürlicher Tierpopulationen und Feldforschung legen werde.
Die von Henry Spira initiierte Kampagne gegen das Amerikanische Naturgeschichtliche Museum gilt heute als erster bedeutender Erfolg der Anti-Tierversuchsbewegung in den USA. Gary Francione macht das Erfolgsrezept dieser frühen Kampagne von Spira an ihrer abolitionistischen Ausrichtung fest. Spira habe explizit nicht versucht, die Bedingungen, unter denen die Experimente durchgeführt wurden, zu verbessern, sondern für den Standpunkt argumentiert, dass die Experimente auch dann nutzlos und grausam seien, selbst wenn sie unter idealen Bedingungen durchgeführt würden.

#### Amnesty International
1977 wurde öffentlich, dass Amnesty International Tierversuche finanzierte, bei denen eine dänische Forschergruppe die Haut narkotisierter Jungschweine mit glühenden Metallstäben und Elektroschocks verletzte. Ziel der Versuche war es, herauszufinden, ob es möglich ist, Menschen mit Rinderbrandeisen zu foltern, ohne dass sichtbare Spuren zurückbleiben. Für Henry Spira stand das im Widerspruch zum hohen moralischen Ansehen der Organisation. Er teilte Amnesty International mehrfach seine ethischen Bedenken mit, warnte davor, dass die Ergebnisse in den falschen Händen genau das Gegenteil erreichen würden, forderte die Organisation auf, sich auf den Beistand für Folteropfer zu konzentrieren, statt neue Opfer zu erzeugen. Er traf sich mit Vertretern ihres New Yorker Büros, ohne ein Einlenken zu erreichen. In einem Zeitungsartikel warf er Amnesty International vor, die eigenen Grundsätze und ihre Werte zu verraten. Tierschutzorganisationen in Deutschland, England und Schweden protestierten ebenfalls. Die Organisation versprach Spira, man werde eine Entscheidung zu dem Thema treffen, doch er wurde hingehalten und die Angelegenheit von einem Gremium zum nächsten weitergereicht. Er begann eine Demonstration vor der New Yorker Zentrale von Amnesty International zu planen, als die Organisation im September 1978 entschied, keine weiteren medizinischen Tierversuche zu finanzieren.

#### Metcalf-Hatch Act
Der 1953 vom Staat New York erlassene Metcalf-Hatch Act erlaubte der humanmedizinischen Forschung, herrenlose Hunde und Katzen aus Tierheimen als Versuchstiere zu übernehmen. Die Forschungsgesellschaften begründeten dies damit, dass jedes Jahr Tausende überzählige Tiere in den Tierheimen getötet werden, da sei es sinnvoller, sie vor ihrem Tod als wertvolle Ressource für den wissenschaftlichen Erkenntnisprozess zu nutzen. 1979 bildete Spira die „Koalition zur Abschaffung des Metcalf-Hatch“, brachte einflussreiche Persönlichkeiten, große Tierschutzorganisationen und lokale Tierheim- und Tierbefreiungsgruppen – gemäßigte wie radikale – an einen Tisch. Die Koalition schickte Informationen über den Metcalf-Hatch Act an alle Zeitungen im Staat New York, woraufhin die Büros der Parlamentarier eine Flut von Briefen erhielten. Spira sprach mit Senator Tarky Lombardy, dem Vorsitzenden des Gesundheitsausschusses des Senats, und suchte alle Ausschussmitglieder persönlich auf, sodass er im Parlament von New York in Albany zu einer vertrauten Figur wurde. Am 24. April 1979 wurde ein neuer Gesetzesentwurf zum Metcalf-Hatch Act im Ausschuss diskutiert und ans Plenum weitergeleitet. Trotz des Widerstands des biomedizinischen Forschungsestablishments setzte der Senat die gesetzliche Abschaffung des Metcal-Hatch Act mit großer Mehrheit durch, die am 17. Juni 1979 von Gouverneur Hugh Carey in Kraft gesetzt wurde. In kurzer Zeit hatte Henry Spira das geschafft, worum sich Tierschutzorganisationen in New York 26 Jahre lang bemüht hatten.

#### Draize-Test
„Alle in dieser Firma fühlten sich gut, als sie an diesem Tag nach Hause gingen, weil ihre Kinder sie nicht mehr anstarren und für jemanden halten würden, der mit Kaninchen abwegige Sachen macht.“

Beim Draize-Test wurden Kaninchen konzentrierte Lösungen der zu prüfenden Substanzen ins Auge geträufelt, was häufig mit schweren Verletzungen der Hornhaut oder der inneren Augenstruktur und erheblichen Qualen für die Tiere verbunden war. Henry Spira wählte diese Versuche für die Kampagne aus, weil die meisten Menschen wussten, wie es sich anfühlt, wenn man Seife in die Augen bekommt. Die Frage, ob ein weiteres Haarwaschmittel die Blendung eines Kaninchens wert ist, würde nach seiner Auffassung vielen berechtigt erscheinen. Als Erstes wandte sich Spira an den Giganten der Kosmetik-Industrie: Revlon. Mit Leonard Rack skizzierte er Überlegungen zur Entwicklung alternativer Testmethoden, die nach ihrer Auffassung schneller, wirtschaftlicher und sicherer sein könnten als Tierversuche, und schickte sie an Revlons Direktor für Öffentlichkeitsfragen. Da ihr Schreiben nicht beantwortet wurde, kaufte Spira eine Revlon-Aktie und verschaffte sich auf der jährlichen Generalversammlung Gehör, wo er von Direktor Michel Bergerac die Beendigung der „grausamen und grotesken“ Blendungstests an Kaninchen verlangte. Bergerac wimmelte ihn ab: Man habe nur die Wahl zwischen der „Schädigung von Tieren oder der Schädigung von Menschen“. Spira blieb hartnäckig und erreichte ein Gespräch bei Revlon, doch jede Kommunikation mündete in unverbindliche Antworten.
Spira beschloss, eine „Koalition zur Abschaffung der Draize-Blendungstests an Kaninchen“ zu gründen. Im August 1979 skizzierte er die Ziele der Koalition und schickte den Entwurf an alle, die sich über die Kampagne informieren wollten, und an verschiedene Leute aus der Kosmetik-Industrie. Die Koalition wuchs auf mehr als 400 Organisationen an, wobei es Spira erneut gelang, grundverschiedene Gruppen für ein Ziel zu vereinen. Bald erschienen Medienberichte über die Koalition und den Draize-Test, während Spira den Druck auf Revlon erhöhte, erneut um Gespräche bat und – als diese wieder zu nichts führten – mit einem Mitarbeiter der Agentur Ogilvy & Mather eine Anti-Revlon-Anzeige entwarf, die im April 1980 in der New York Times erschien und ein großes Echo auslöste. Gleichzeitig wirkte Spiras Koalition auf die Zulassungsbehörden ein, bis sich der Senat mit dem Thema beschäftigte, was dazu führte, dass mehrere Behörden aufgefordert wurden, Finanzmittel zur Entwicklung und Validierung tierfreier Prüfverfahren bereitzustellen. Auf einer Wissenschaftstagung knüpfte Spira Kontakt zu einem Experten für Zellkulturen und schlug ihm vor, einen Forschungsplan für die Verwendung von Zellkulturen als Ersatz für den Draize-Test zu entwickeln. Als Geldgeber konnte er die New England Anti-vivisection Society (NEAVS) gewinnen. Im Mai 1980 demonstrierten Hunderte Menschen vor der Revlon-Zentrale, der Konzern erhielt 20.000 Protestbriefe, am 7. Oktober erschien eine weitere ganzseitige Anzeige in der New York Times, und die Medien berichteten immer zahlreicher. Aktivisten forderten die Geschäfte auf, keine Revlon-Erzeugnisse mehr zu führen. Im November nahm die Kampagne internationale Ausmaße an, weitete sich auf Deutschland, England, Frankreich, Australien, Neuseeland und Südafrika aus.
Erstmals gab es konstruktive Gespräche zwischen Revlon und Spira, in deren Verlauf er sich mit dem Konzern darauf einigte, die Rockefeller University mit der Entwicklung einer Alternative zum Draize-Augenreiz-Test zu beauftragen. Nach einer Unterredung zwischen dem Direktor von Revlon und Joshua Lederberg von der Rockefeller University sagte Revlon der Universität 750.000 Dollar für die Weiterentwicklung der In-vitro-Toxikologie zu. Am 23. Dezember 1980 gab Revlon vor 200 Journalisten eine Pressekonferenz, auf der PR-Direktor (und künftige Vize-Präsident) Roger Shelley das neue Forschungsprogramm vorstellte. Dabei folgte er einem Vorschlag von Spira und forderte die Generaldirektoren von Avon, Bristol-Myers, Elizabeth Arden, Gillette, Johnson & Johnson, Estée Lauder, L’Oréal, Max Factor, Maybelline, Noxell und Procter & Gamble auf, sich an diesem Forschungsprogramm als Partner zu beteiligen, da Draize nicht nur ein Problem von Revlon sei.
Im Januar/Februar 1981 veröffentlichte die Fachzeitschrift Lab Animal in ihrer Titelstory ein siebenseitiges Interview mit Henry Spira, das eine Diskussion in der ganzen Labortierbranche in Gang setzte. Am 18. März 1981 gab Avon bekannt, dass man ebenfalls 750.000 Dollar für die Erforschung von Alternativen zum Draize-Test zur Verfügung stellen werde. Nach langwierigen Verhandlungen, die Henry Spira mit Bristol-Myers führte, erklärte sich der Konzern bereit, 500.000 Dollar in das Programm zu investieren. Bristol-Myers entwickelte sich zu einem Taktgeber in der In-vitro-Forschung, gründete die branchenweite Vereinigung Industrial In-vitro Toxicology Group sowie eine eigene biochemische und zelltoxikologische Abteilung, um Reagenzglas-Methoden bei der Untersuchung von Arzneimitteln zur Anwendung zu bringen. Immer mehr Kosmetikkonzerne unterstützten einen brancheneigenen Fonds, sodass man beschloss, einen Etat von einer Million Dollar für die Gründung eines eigenen Zentrums für Alternativen zum Tierversuch auszuschreiben, der später um eine weitere Million aufgestockt werden sollte. Den Zuschlag für den Aufbau des Zentrums erhielt die Johns Hopkins University in Baltimore.

#### LD50-Test
„Die Macht gewährt nichts, wenn es ihr nicht abgerungen wird. Sie hat es noch nie getan und wird es niemals tun.“

Im Mai 1981 bereitete Henry Spira eine internationale Kampagne gegen den LD50-Test vor, bei dem die Dosis eines bestimmten Stoffes ermittelt wird, die auf die Hälfte der Versuchstiere in einer Gruppe letal, also tödlich wirkt. Spira bildete erneut eine Koalition und nutzte dabei vermehrt sein gewachsenes Netzwerk zur Wissenschaft: Myron Mehlmann, Direktor der Abteilung für Toxikologie bei Mobil Oil, sagte ihm, dass die Verwendung von Tieren in der Toxikologie ohne wesentlichen Informationsverlust leicht um 90 Prozent, auf manchen Gebieten um 98 Prozent gesenkt werden könne. Als erstes Ziel der Kampagne wählte Spira den Pharmakonzern SmithKline in Philadelphia aus, dem er schriftlich eine Demonstration ankündigte, gleichzeitig aber ein persönliches Treffen vorschlug, um diese zu verhindern. In einem mehrstündigen Gespräch mit Stanley Crooke, Vizepräsident der SmithKline-Tochtergesellschaft, die für Forschung und Entwicklung zuständig ist, erreichte Spira die schriftliche Zusage, dass man u. a. ein Symposium entwickeln werde, das sich mit der Verringerung der Verwendung von Tieren beschäftigen wird.
Crooke machte seinen Einfluss bei der Pharmazeutica Manufacturers Association (PMA) geltend, die 149 forschende amerikanische Pharmafirmen vertritt, und verlieh einem Schreiben Spiras Nachdruck, in dem dieser die PMA um eine kritische Betrachtung aller Testverfahren ersucht hatte. In der Folge äußerten sich immer mehr medizinische Organisationen ablehnend zum LD50-Test, bezeichneten ihn als Anachronismus, der wenig nützliche Informationen über die Gesundheitsrisiken von Chemikalien für Menschen liefere. Spira ließ u. a. in der Washington Post eine ganzseitige Anzeige schalten, in der die Leser aufgefordert wurden, an Kongressabgeordnete zu schreiben, damit diese sich bei den Zulassungsbehörden für die Beendigung des LD50-Tests einsetzen. In der Today Show auf NBC wies er auf den Widerspruch hin, dass Industrie und viele Fachleute übereinstimmend sagen, man brauche den LD50 nicht, während die Gesetze ihn verlangen.
Gleichzeitig hielt der europäische Zweig der Kampagne mit der Entwicklung in den USA Schritt: Im August 1983 berichtete der Fachausschuss für Arzneimittelprüfung der Europäischen Kommission, dass die Zahl der in Europa getöteten Versuchstiere um ein Viertel gesenkt werden könne, wenn die EWG-Richtlinie von 1975 geändert werde, die für alle neuen Arzneimittel den LD50-Test fordere.
Ein Brief des New Yorker Kongressabgeordneten Bill Green, der die Bundesbehörden zur Abschaffung des LD50-Tests aufforderte, wurde von 73 weiteren Kongressmitgliedern unterzeichnet. Es kam zu einer Sitzung der Behörde für Nahrungs- und Arzneimittel (FDA) am 9. November 1983, bei der die Vertreter verschiedener Bundesbehörden, der Kosmetik- und Arzneimittelindustrie sowie mehrere Wissenschaftler und Henry Spira anwesend waren. Es bildete sich der einhellige Standpunkt heraus, dass „der klassische LD50-Test bei der Sicherheitsprüfung nur ,beschränkten‘ Wert hat, und dass Grenzwerttests oder Untersuchungen über den Dosisbereich, die weniger Tiere benötigen, ausreichende Daten über die Toxizität liefern können“.
Ab diesem Zeitpunkt geriet Spira in Kritik aus den eigenen Reihen, da er mit Wissenschaftlern und Behörden über die Reduzierung von Tierversuchen verhandelte, anstatt für deren vollständige Abschaffung einzutreten. Für viele Tierrechtler war das Ketzerei. Spira verteidigte sich damit, dass er das gleiche Endziel habe, seine Erfahrungen in der Menschenrechtsbewegung ihm aber sagten, dass der Wandel nur schrittweise zustande kommt und nicht mit einem einzigen revolutionären Streich.

#### Procter & Gamble
„Er verbrüdert sich mit unserem Gegner. Vor sechs oder sieben Jahren hatten wir vieles gemeinsam. Er hat damals ständig Kies angefahren, mit dem andere Leute Straßen bauen konnten, das war sehr wichtig. Doch ich glaube, Henry hat sich durch die Reaktion der Industrie täuschen lassen. Er konnte sich nicht aus dem Sumpf befreien, in den er als Vermittler mit der Industrie geraten war. Die Suche nach Alternativen ist ein ganz durchsichtiger Trick, um den status quo aufrechtzuerhalten.“

Weil Henry Spira die Verringerung des LD50-Tests nicht allein Behörden, Forschern und Politikern überlassen wollte, konzentrierte er sich wieder auf große Unternehmen, darunter den damals weltweit führenden Hersteller von Haushaltsprodukten, Procter & Gamble, der 1982 mit 140 Firmen 260 verschiedene Marken anbot. Nachdem Spira mehrere Briefe an Procter & Gamble gerichtet hatte, auf die er ausweichende Antworten erhielt, erwarb er eine Aktie des Unternehmens und besuchte 1982 dessen Jahresversammlung in Cincinnati. Dort stellte er detaillierte Fragen zu Art und Umfang der Tierversuche bei Procter & Gamble – worauf niemand vorbereitet war. Man versprach ihm, sich mit seinen Fragen auseinanderzusetzen, und nach weiteren Briefwechseln traf Spira mit Geoffrey Place, dem Vizepräsidenten für Forschung und Entwicklung, und Wissenschaftlern von Procter & Gamble zusammen. Da der Konzern bereits an tierversuchsfreien Testmethoden arbeitete, stießen Spiras Vorschläge auf offene Ohren. Ihm wurde zugesichert, dass man eine aktivere Rolle übernehmen werde, was die Verringerung der verwendeten Versuchstiere und die Schwere ihres Leidens betrifft.
Im Mai 1983 stellte Procter & Gamble an der Johns Hopkins University den „Hoch/Tief“-Test vor, bei dem deutlich weniger Tiere vergiftet werden als beim LD50-Test. Wenige Monate später veröffentlichte das Unternehmen in seiner Hauszeitschrift den Artikel „Taking Animals Out of the Laboratory“, um den Mitarbeitern die Tierversuchs-Problematik stärker ins Bewusstsein zu rufen. Spira, der nach wie vor eine landesweite Koalition von Tierrechtsgruppen koordinierte, bezeichnete das Engagement des Unternehmens, das mittlerweile die Abschaffung aller Tierversuche bei toxikologischen Produktprüfungen als Ziel formuliert hatte, als zukunftsweisend.
In den folgenden Jahren blühte das Gebiet der In-vitro-Toxikologie und der Tierversuchsalternativen auf – forciert durch die erwachte Tierrechtsbewegung in den USA und die Tierrechtsorganisation PETA, die nach den Vorfällen um die Affen von Silver Spring zur dominanten Kraft in der Bewegung geworden war.
Dennoch wurden weiterhin erhebliche Mengen an Tieren in der Toxikologie verbraucht, denn Draize- und LD50-Test waren zwar deutlich reduziert, aber nicht abgeschafft worden: So standen allein in England zu Beginn der 1990er-Jahre jedem Tier, das noch in Kosmetiktests eingesetzt wurde, rund 80.000 Versuchstiere in den Produktprüfungen anderer Branchen gegenüber.
Zwischen PETA und Henry Spira kam es immer öfter zu Spannungen hinsichtlich der Ausrichtung der Bewegung. Diese verschärften sich 1987 aufgrund gegensätzlicher Ansichten über die Tierversuche von Procter & Gamble. Spira setzte auf Kooperation, lobte das Unternehmen für das Geleistete und die signifikant verringerten Tierversuchszahlen. PETA setzte auf Konfrontation und warf dem Konzern vor, dass dieser jährlich immer noch 70.000 bis 100.000 Labortiere opfere.

#### Brandzeichen und McDonald’s
Bereits ab 1985 hatte Henry Spira sein Engagement zunehmend den Tieren gewidmet, die als Nahrungsmittel dienen: Er erreichte die Abschaffung des Brandzeichens im Gesicht von mexikanischen Rindern und klärte die Öffentlichkeit mit einer Kampagne über die Lebensbedingungen der Hühner des US-Fabrikanten Frank Perdue auf. Er setzte bessere Haltungs- und Schlachtbedingungen für Tiere bei den Zulieferern von McDonald’s durch und erreichte zusammen mit Temple Grandin ein Verbot des Hochziehens nicht betäubter Tiere an einer Kette bei der Schächtung.
Henry Spira starb 1998 im Alter von 71 Jahren an Speiseröhrenkrebs.

## Schriften
- Leonard Rack, Henry Spira: Animal Rights and Modern Toxicology. In: Toxicology and Industrial Health. 5. Jahrgang, Nr. 1, 1. Januar 1989, ISSN 0748-2337, S. 133–143, doi:10.1177/074823378900500110.
- Henry Spira: Animal Rights and Toxicology: A Quiet but Profound Revolution. In: Food, Drug, Cosmetic Law Journal. 46. Jahrgang, 1991, S. 89.
- Henry Spira: Do animal protection laws dupe the public? In: AWI quarterly. 44. Jahrgang, 1995 (awionline.org [PDF]).
- Peter Singer, Henry Spira: In Defense of Animals: The Second Wave. 1. Auflage. Wiley-Blackwell, 2005, ISBN 1-4051-1941-1, Ten Points for Activists, S. 214–224.